# Alban Ramosaj
Alban Ramosaj (ur. 7 marca 1996 w Ede) – albański piosenkarz i model, półfinalista 3. edycji The Voice of Albania oraz festiwalu muzycznego Kënga Magjike w 2021 roku.

## Życiorys
Dzieciństwo spędził w Dortmundzie.
Swoją karierę muzyczną rozpoczął nagrywając na YouTube covery piosenek Madonny.
W 2012 roku wziął udział w 1. edycji albańskiego X Factor.
W 2013 roku wziął udział w 3. edycji The Voice Of Albania, gdzie został półfinalistą.
W 2016 i 2021 wziął udział w festiwalu muzycznym Kënga Magjike z piosenkami (analogicznie) Aurora i Thikat e Mia.
Aktualnie mieszka w Tiranie, jednak dopiero w 2017 roku uzyskał obywatelstwo albańskie.

### Kariera modela
W 2017 roku wystąpił w serii zdjęć dla tureckiej firmy odzieżowej Tarik Ediz.
W 2018 roku wziął udział w reklamie wiosenno-letniej kolekcji ubrań marki Dolce & Gabbana.

## Dyskografia[1]

### Albumy
| Rok  | Album           |
| ---- | --------------- |
| 2017 | Bitchi Mesnates |
| 2018 | Hiraeth ep      |

### Teledyski
| Rok  | Teledysk      |
| ---- | ------------- |
| 2014 | Ç’kemi        |
| 2016 | A me do       |
| 2016 | Po nese...    |
| 2018 | Ike           |
| 2018 | A thu pse     |
| 2018 | Ëndrrat e Mia |
| 2019 | T'kom dasht   |
| 2020 | Unity         |
| 2020 | I nat ma fal  |
| 2021 | Shpirto       |

## Życie prywatne
Ma siostrę, Beatrix.